# Алгабас (Сиримський район)
Алгаба́с (каз. Алғабас) — село у складі Сиримського району Західноказахстанської області Казахстану. Адміністративний центр Алгабаського сільського округу.
Населення — 1200 осіб (2021; 1347 у 2009, 1835 у 1999, 1681 у 1989).